# Better Dayz
Better Dayz – piąty pośmiertny album 2Paca wydany 26 listopada 2002 przez jego matkę we współpracy z Death Row Records. Był to szósty i zarazem ostatni dwupłytowy album artysty. Według fanów jest to ostatni „porządny” i reprezentujący dobry poziom album 2 Paca jaki wydano do dzisiaj.
W pierwszym tygodniu sprzedaży uzyskano wynik 366 000 egzemplarzy albumu.

## Lista utworów

### Dysk 1
| #  | Tytuł                                       | Występujący                          | Producent(ci)                                                                        |
| -- | ------------------------------------------- | ------------------------------------ | ------------------------------------------------------------------------------------ |
| 1  | „Intro”                                     | 2Pac                                 | 7 Aurelius                                                                           |
| 2  | „Still Ballin' (Nitty Remix)”               | 2Pac; Trick Daddy                    | Franky „Nitty” Pimental                                                              |
| 3  | „When We Ride on Our Enemies (Briss Remix)” | 2Pac                                 | Briss                                                                                |
| 4  | „Changed Man (Jazze Pha Remix)”             | 2Pac; Jazze Pha; T.I.; Johnta Austin | Jazze Pha                                                                            |
| 5  | „Fuck ’Em All”                              | 2Pac; The Outlawz                    | Johnny „J”                                                                           |
| 6  | „Never B Peace (Nitty Remix)”               | 2Pac; E.D.I.; Kastro                 | Franky „Nitty” Pimental                                                              |
| 7  | „Mama’s Just a Little Girl (KP Remix)”      | 2Pac; Kimmy Hill                     | KP (3)                                                                               |
| 8  | „Street Fame (Briss Remix)”                 | 2Pac                                 | Briss                                                                                |
| 9  | „Whatcha Gonna Do”                          | 2Pac ; Kastro; Young Noble           | E.D.I.                                                                               |
| 10 | „Fair Xchange (Jazze Pha Remix)”            | 2Pac; Jazze Pha                      | Jazze Pha                                                                            |
| 11 | „Late Night”                                | 2Pac; DJ Quik; The Outlawz           | DJ Quik                                                                              |
| 12 | „Ghetto Star”                               | 2Pac; Nutt-So                        | GO Twice                                                                             |
| 13 | „Thugz Mansion (Nas Acoustic)”              | 2Pac; Nas; J.Phoenix                 | Michael Herring; Claudio Cueni; A. „Pittboss” Johnson; Aulsondro „Novelist” Hamilton |

### Dysk 2
| #  | Tytuł                             | Występujący                            | Producent                     |
| -- | --------------------------------- | -------------------------------------- | ----------------------------- |
| 1  | „My Block (Nitty Remix)”          | 2Pac                                   | Franky „Nitty” Pimental       |
| 2  | „Thugz Mansion (7 Hip-Hop Remix)” | 2Pac; Anthony Hamilton                 | 7 Aurelius                    |
| 3  | „Never Call U Bitch Again”        | 2Pac; Tyrese                           | Johnny „J”                    |
| 4  | „Better Dayz”                     | 2Pac; Mr. Biggs                        | Johnny „J”                    |
| 5  | „U Can Call (Jazze Pha Remix)”    | 2Pac; Jazze Pha                        | Jazze Pha                     |
| 6  | „Military Minds”                  | 2Pac; Buckshot; Cocoa Brovaz           | Darryl „Big D” Harper; E.D.I. |
| 7  | „Fame”                            | 2Pac; The Outlawz                      |                               |
| 8  | „Fair Xchange (Mýa Remix)”        | 2Pac; Mýa                              | Troy Johnson                  |
| 9  | „Catchin’ Feelings”               | 2Pac ; Muszamil; The Outlawz           | E.D.I.                        |
| 10 | „There U Go”                      | 2Pac; Big Syke; Jazze Pha; The Outlawz | Johnny „J”                    |
| 11 | „This Life I Lead”                | 2Pac; The Outlawz                      | Johnny „J”                    |
| 12 | „Who Do U Believe In”             | 2Pac; Yaki Kadafi                      | Johnny „J”                    |
| 13 | „They Don’t Give a Fuck About Us” | 2Pac; The Outlawz                      | Johnny „J”                    |
| 14 | „Outro”                           | 2Pac                                   |                               |

## Certyfikaty i sprzedaż
| Kraj                     | Certyfikat         | Sprzedaż   |
| ------------------------ | ------------------ | ---------- |
| Kanada (MC)              | 3x platynowa płyta | 300 000+   |
| Stany Zjednoczone (RIAA) | 3x platynowa płyta | 3 000 000+ |
| Wielka Brytania (BPI)    | złota płyta        | 100 000+   |